# Motosusjön
Motosusjön (japanska: 本栖湖?, Motosu-ko) är en sjö i Fuji gokoområdet i Japan.

## Geografi
Motosusjön ligger i Yamanashi prefektur och är en av flera sjöar som bildar en båge kring berget Fujis norra del.
Sjön har en yta på ca 4,70 km² med en omkrets på ca 11,82 km och ett största djup på ca 121,6 m. Den ligger på en höjd av ca 900 m ö.h. och är den västligaste och djupaste bland Fuji-Femsjöarna. Vattentemperaturen understiger aldrig 4 °C, varför sjön är den enda i området som inte fryser igen under vintern.

## Historia
Den 1 februari 1936 grundades Fuji-Hakone-Izu National Park där Motosusjön och övriga sjöar i Fuji goko-området ingår.
Området är ett mycket populärt turistområde och besöks årligen av omkring 9 miljoner människor.